# Andrzej Dziemianiuk
Andrzej Dziemianiuk (né le 4 mai 1959 à Wyszki près de Bielsk Podlaski en Pologne) est un judoka polonais.

## Carrière
Il commence son aventure avec le judo à Jagiellonia Białystok en 1975, trois ans plus tard il passe à Gwardia Varsovie. Triple champion de Pologne en 1980, 1981 et 1987, vainqueur du championnat d'Europe en 1981, Andrzej obtient également la médaille d'or aux Jeux de l'Amitié (1984).

## Palmarès

### Jeux de l'Amitié
- Médaillé d'or à Varsovie en 1984

### Championnats d'Europe
- Médaillé d'or à Debrecen en 1981
- Médaillé de bronze à Rostock en 1982
- Médaillé d'argent à Paris en 1983

### Championnats de Pologne
- Médaillé d'or en 1980, 1981 et 1987
- Médaillé de bronze en 1983, 1986 et 1988